# Fruchtwasserauffüllung
Eine Fruchtwasserauffüllung (Amnioninfusion) ist eine invasive Maßnahme in der Pränatalmedizin zur Behandlung eines starken Oligohydramnions in der Schwangerschaft.
Sinkt der Fruchtwasserindex stark unter das Normvolumen, kann eine Fruchtwasserauffüllung in Erwägung gezogen werden, bei der die Fruchtwassermenge zur Vorbeugung gegen mögliche Komplikationen (u. a. Klumpfußbildung und Entstehung von Lungenhypoplasie) und zur Verbesserung der diagnostischen Darstellbarkeit des ungeborenen Kindes im Ultraschall (mehr Fruchtwasser = bessere Schallleitung) angehoben wird. Dazu wird die Fruchtblase mit einer Hohlnadel punktiert, und durch einen eingeführten Katheter wird die Fruchthöhle mit einer sterilen Flüssigkeit aufgefüllt. In der Regel geschieht dies durch eine Tropfinfusion.
Dieser Vorgang muss ggf. bis zum Ende der Schwangerschaft in individuell zu bestimmenden Abständen (oft tageweise) durchgeführt werden (serielle Anmioninfusion). Dies hängt insbesondere davon ab, wodurch und in welchem Maße es zum Oligohydramnion kommt.
Das Gegenteil einer Fruchtwasserauffüllung (Amnioninfusion) ist eine Fruchtwasserentlastungspunktion (Amniondrainage). Sie wird durchgeführt bei starkem Polyhydramnion.